# نابنط بالاوي
نابنط بالاوي (الاسم العلمي:Nepenthes palawanensis) هو نوع غير مؤكد من النباتات يتبع جنس النابنط من الفصيلة النابنطية.